# 上海交通大学百年校庆里程碑

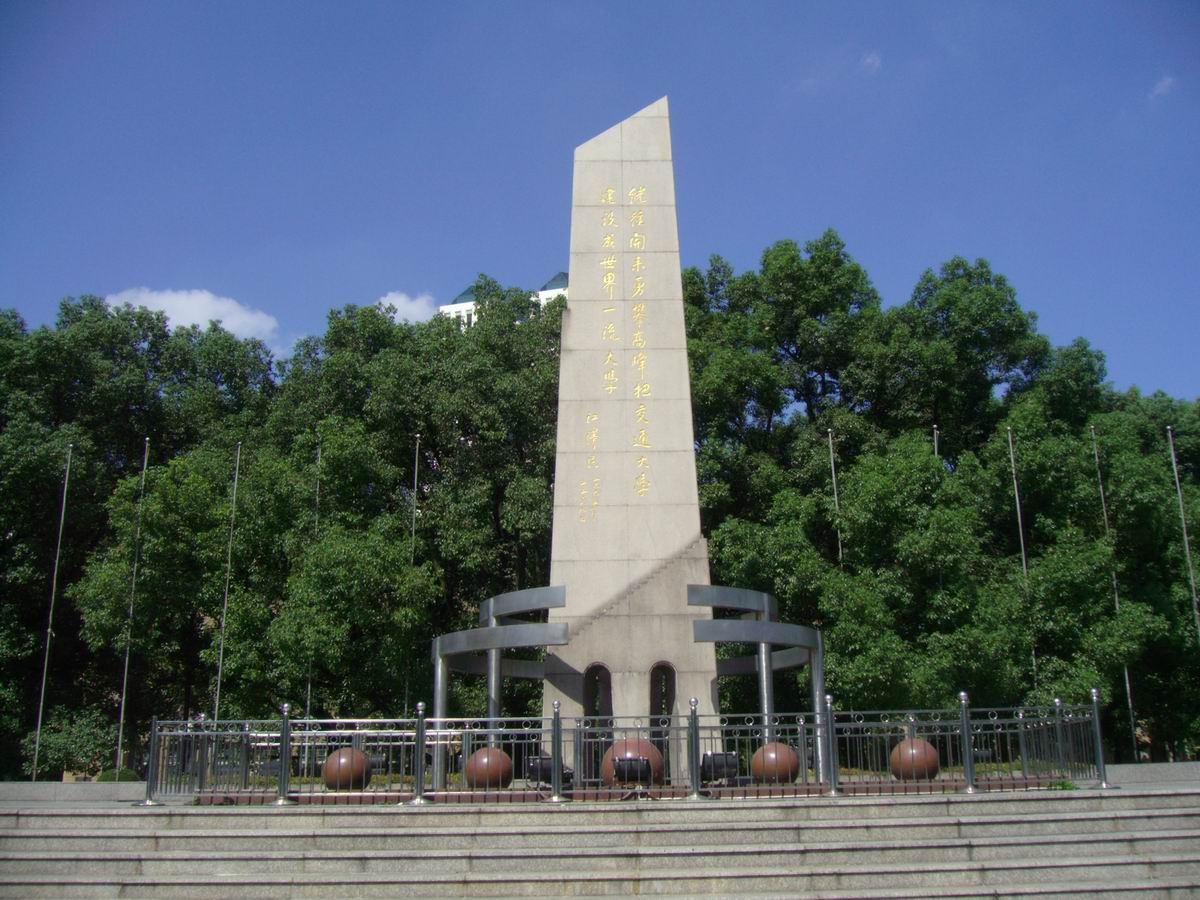
百年校庆里程碑

上海交通大学百年校庆里程碑位于上海交通大学徐汇校区大草坪中央。

## 历史
为1996年上海交通大学一百周年校庆时所立的纪念碑。该碑高12.5米，碑体呈三角形，寓意教书育人以德、智、体三方面为根本，以暖灰色花岗岩为碑面。纪念碑为不锈钢环所围绕，周围有花岗岩台阶，象征交通大学学生扎实的基础知识；台阶上有浮雕，象征交通大学所经历的百年沧桑。碑北面有一喷水池，池中有由广西白大理石底座托起了五个印度红花岗岩石球，中间主球可以转动，象征交通大学永恒的生命力。北面红色花岗岩上海刻有百年校庆志和校友捐赠名录。校内许多活动在此碑前举行。
碑面朝南，碑文为交通大学校友、时任中共中央总书记、中国国家主席、中央军委主席的江泽民所书，碑文为：
继往开来，勇攀高峰，把交通大学建设成世界一流大学。 江泽民 一九九五年十二月八日
该碑的落成典礼于1996年4月8日，上海交通大学百年校庆时举行。朱光亚宣布落成典礼正式开始，陈至立剪彩并致辞。
纪念碑现址曾在1968年5月1日落成有毛泽东像，两侧各八面红旗。徐汇草坪因故得名“红太阳广场”。1986年塑像被移除，改为安放雄鹰展翅塑像。1996年百年校庆里程碑落成后，雄鹰塑像迁至闵行校区仰思坪。